# Buíque
Buíque es un municipio brasileño del estado de Pernambuco. Administrativamente, Buíque es formado por los distritos sede, Carneiro, Catimbau y Guanumbi y por los poblados de Tanque y Aldea Indígena Kapinawa.

## Historia
El municipio de Buíque comenzó a ser poblado en 1752, cuando fue conocido como Campos de Buíque. El nombre es de origen Tupí y significa "Lugar de Cobras". 

## Geografía
Se localiza a una latitud 8°37′23″ sur y a una longitud 37º09'21" oeste, estando a una altitud de 798 metros. Su población estimada en 2009 era de 53.272 habitantes. Posee un área de 1345 km².
El municipio está incluido en el área geográfica de cobertura del semiárido brasileño, definida por el Ministerio de Integración Nacional en 2005. Esta delimitación tiene como criterios el índice pluviométrico, el índice de aridez y el riesgo de sequía.

### Relieve
Gran parte del municípío está localizado en la Meseta de la Borborema. La vegetación predominante es la Vegetación Subcaducifólica y Caducifólica.

### Hidrografía
El municipio de Buíque está en los territorios de la Cuenca Hidrográfica del Río Ipanema. Los principales tributários son el río Ipanema y el río Cordeiro, y los arroyos: del Cafundó, Mimoso, del Xicuru, del Brejo, Salgado, del Pilo, Catimbau, Isla, del Mororó, Piranha, de los Negros, Quemadas, Cajazeiras, Mulungu, Umburaninha, del Jaburu, del Cágado, de las Pedrinhas, Barra, del Pinto, Ipueiras, de las Cabras, Caldeirão y de los Martins, todos intermitentes.
El municipio cuenta también con el represa Mulungu, con capacidad de acumulación de 1.280.953 m³.